# La Grande Catherine
Pour plus de détails, voir Fiche technique et Distribution.
La Grande Catherine (Great Catherine) est un film britannique réalisé par Gordon Flemyng, sorti en 1968.

## Synopsis
Un officier britannique, le capitaine Charles Edstaston (Peter O'Toole), est envoyé à la cour russe de Catherine II la Grande (Jeanne Moreau) en tant qu'ambassadeur, où il doit faire face aux machinations astucieuses de son ministre en chef Grigori Potemkine (Zero Mostel).

## Fiche technique
- Titre : La Grande Catherine
- Titre original : Great Catherine
- Réalisation : Gordon Flemyng
- Scénario : George Bernard Shaw et Hugh Leonard
- Production : Jules Buck
- Musique : Dimitri Tiomkin
- Photographie : Oswald Morris
- Montage : Anne V. Coates
- Décors : John Bryan
- Costumes : Margaret Furse
- Pays d'origine : Royaume-Uni
- Format :
- Genre : Comédie
- Durée : 99 minutes
- Date de sortie : 1968
- Affiche : Raymond Elseviers (Belgique)

## Distribution
| - Peter O'Toole : Capitaine Charles Edstaston - Zero Mostel : Grigori Potemkine - Jeanne Moreau : Catherine II de Russie - Jack Hawkins : L'ambassadeur britannique - Akim Tamiroff : Le sergent - Marie Lohr : La douairière Lady Gorse - Marie Kean : Catherine Dachkov | - Kenneth Griffith : Naryshkin - Angela Scoular : Claire - Kate O'Mara : Varinka - Gerald Lawson - Lea Seidl : La Grande Duchesse - Oliver MacGreevy : Général Pskov - Norma Foster : Mongol |